# Robert Bárány
Robert Bárány, född 22 april 1876 i Wien, död 8 april 1936 i Uppsala, var en österrikisk-ungersk och svensk nobelpristagare och otolog. År 1914 erhöll han Nobelpriset i fysiologi eller medicin. Han studerade balansorganen i örat. Han var bosatt i Sverige från omkring 1917 och blev svensk medborgare 1919.
Bárány blev medicine doktor i Wien år 1900 och var därefter assistent vid psykiatriska kliniker i Heidelberg och Freiburg im Breisgau 1901–1902. Han var därefter assistent och demonstrator vid universitetsöronkliniken i Wien 1903–1911, och privatdocent i öronläkekonst vid samma universitet år 1909. Under en tid samarbetade han också med Sigmund Freud. 
Bárány tjänstgjorde som österrikisk sanitetsofficer under första världskriget. Han blev tillfångatagen och var rysk krigsfånge i Turkestan när han tilldelades Nobelpriset. Med hjälp av svenska diplomatiska insatser, bland annat utförda av prins Carl, men inte minst läkaren och professorn i otorinolaryngologi, Gunnar Holmgren, frigavs Bárány och kunde ta emot sitt Nobelpris år 1916. Med hjälp av Holmgren och andra kollegor kunde Bárány, efter att ha tilldelats priset, återförenas med sin familj i Uppsala. Han tilldelades därefter år 1917 en docentur vid Uppsala universitet och blev samtidigt föreståndare för dess avdelning för öron-, näs- och halssjukdomar och erhöll samma år professors namn. År 1919 erhöll han svenskt medborgarskap. Han förblev verksam i Uppsala fram till sin död.
Robert Bárány var av ungersk härkomst, son till Ignáz Bárány, född 1842 i Várpalota, Kungariket Ungern. Han gifte sig 9 mars 1909 med Ida Felicitas Berger, född 12 december 1881. Bárány var far till professorerna Ernst Bárány och Franz Bárány samt farfar till Anders Bárány. Han ska ha lärt sig esperanto någon gång innan 1916.